# Love (chanson de Nat King Cole)
Pour les articles homonymes, voir Love et Amour (homonymie).
Clip vidéo
[vidéo] « Nat King Cole - L-O-V-E », sur YouTube
Love, stylisé en L-O-V-E (L'Amour) est une chanson d'amour standard de jazz, composée en 1964 par Bert Kaempfert, écrite par Milt Gabler, et interprétée par le crooner de jazz américain Nat King Cole, en single, et pour son dernier album posthume L-O-V-E (album) (en) de 1965, chez Capitol Records (2195) (un des plus importants succès internationaux de sa carrière).

## Histoire
Ce tube de jazz composé par le compositeur-arrangeur-chef d'orchestre allemand Bert Kaempfert, est édité une première fois en version instrumentale sur son album Midnight Blue de 1964.
Gravement malade des poumons, Nat King Cole (1919-1965) l'enregistre à son tour chez Capitol Records (2195) à Los Angeles entre le 1er et le 3 décembre 1964, avant sa disparition deux mois plus tard à l'âge de 45 ans, avec des paroles de Milt Gabler, pour son dernier titre de son dernier album L-O-V-E (album) (en) (1965) de sa carrière. Il est accompagné d'un orchestre symphonique et d'un orchestre big band jazz, avec piano, guitare, contrebasse, batterie, section de cuivres, et solo de trompette de Bobby Bryant (en). Il enregistre ce titre également en français, espagnol, japonais, allemand, et italien. Publié après sa disparition, ce dernier album posthume de sa carrière est un de ses plus importants succès internationaux, entre autres 4e meilleures ventes des charts Billboard américains...

## Paroles
Les paroles originales sont écrites sous forme de poème acrostiche de L-O-V-E :
- L est pour la façon dont tu me regardes
- O est pour la seule que je vois
- V est vraiment, vraiment extraordinaire
- E c'est parce que personne ne peut t'adorer autant que moi

- L'amour c'est tout ce que je peux te donner
- L'amour c'est plus qu'un jeu à deux
- Il faut être deux pour le faire
- Prends mon cœur et s'il te plait ne le brise pas
- L'amour est fait pour toi et moi

## Reprises
Ce standard de jazz est repris par de nombreux interprètes dont Sacha Distel (1965), Natalie Cole (fille de Nat King Cole) pour son album Unforgettable... with Love (1991)...

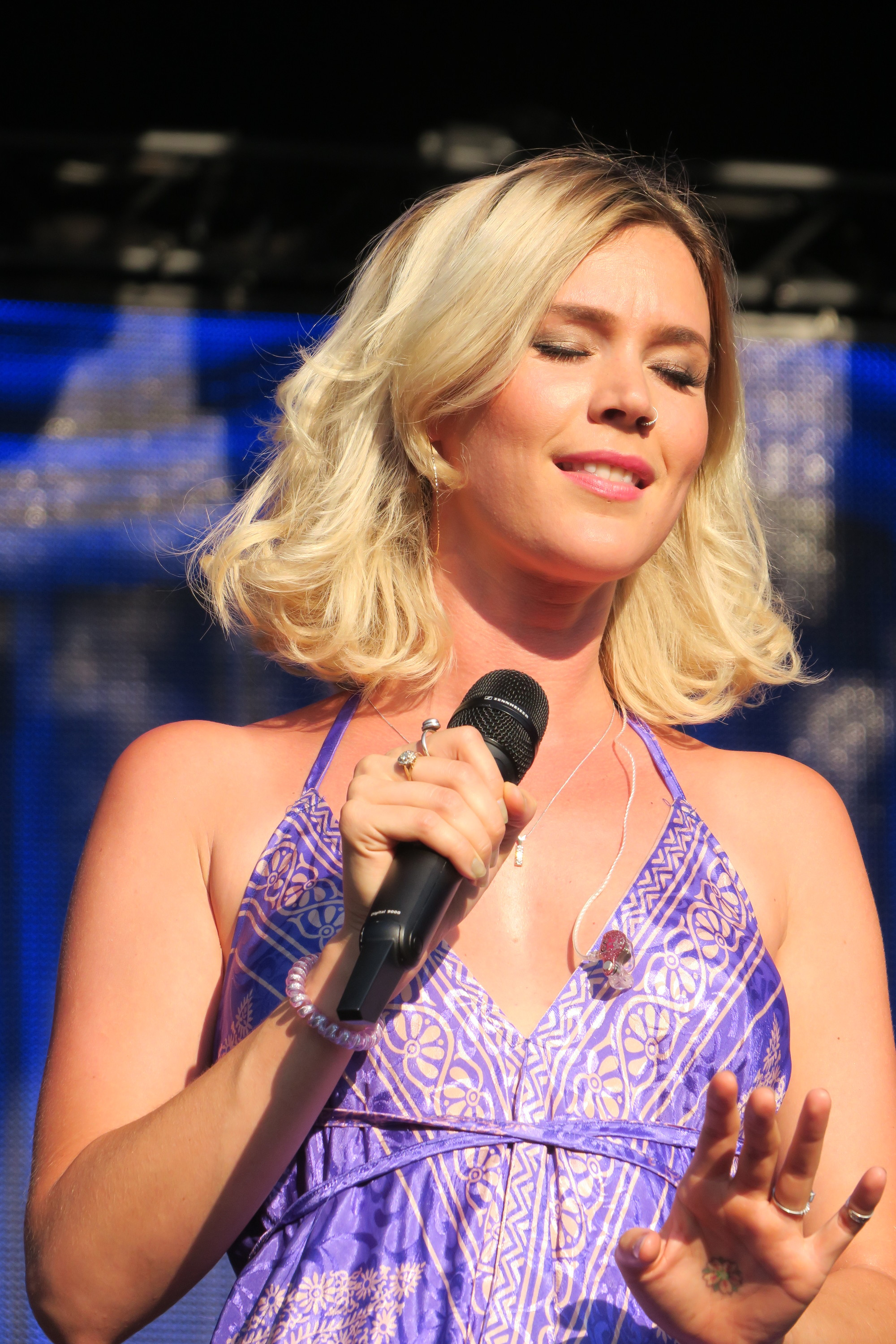
Joss Stone en 2018

### Version de Joss Stone
En 2007 la chanteuse anglaise Joss Stone l’enregistre en single chez Virgin Records, et pour la bande originale du court métrage publicitaire du parfum Coco Mademoiselle de Chanel, de Joe Wright, avec l'actrice Keira Knightley dans le rôle de Coco Chanel.
| Chart (2007)                | Peak position |
| --------------------------- | ------------- |
| Italian FIMI Download Chart | 69            |
| Swiss Singles Chart         | 75            |
| UK Singles Chart            | 100           |

## Au cinéma
- 1993 : Nuits blanches à Seattle, de Nora Ephron
- 1994 : Les Chenapans, de Penelope Spheeris
- 1998 : A Nous Quatre, de Nancy Meyers
- 2003 : Comment se faire larguer en dix leçons, de Donald Petrie
- 2004 : Swing Girls, de Shinobu Yaguchi
- 2005 : Ma sorcière bien-aimée, de Nora Ephron
- 2007 : Pourquoi je me suis marié ?, de Tyler Perry (chantée par Michael Bublé)
- 2007 : Une fiancée pas comme les autres, de Craig Gillespie
- 2007 : Publicité parfum Coco Mademoiselle de Chanel, de Joe Wright, interprété par Joss Stone[5].
- 2008 : La Fille de Monaco, d'Anne Fontaine
- 2019 : Why Women Kill (générique)